# Promachus tristis
Promachus tristis là một loài ruồi trong họ Asilidae. Promachus tristis được Bigot miêu tả năm 1892. Loài này phân bố ở miền Ấn Độ - Mã Lai.